# Millet-Langschwanz-Riesenratte
Die Millet-Langschwanz-Riesenratte (Leopoldamys milleti) ist ein im südlichen Vietnam verbreitetes großes Nagetier in der Unterfamilie der Altweltmäuse. Die Population zählte trotz deutlicher Unterschiede längere Zeit als Unterart von Edwards-Langschwanz-Riesenratte (Leopoldamys edwardsi), die ihrerseits bis 1947 zur Gattung Ratten (Rattus) zählte. Eine in den 2010er Jahren veröffentlichte genetische Studie klassifiziert sie als Schwestergruppe zu allen anderen Langschwanz-Riesenratten.

## Merkmale
Die Millet-Langschwanz-Riesenratte erreicht eine Kopf-Rumpf-Länge von 210 bis 280 mm und eine Schwanzlänge von 290 bis 360 mm. Die Hinterfüße sind 46 bis 54 mm lang, die Ohren erreichen 29 bis 33 mm Länge und Gewichtsangaben fehlen. Kennzeichnend im Verhältnis zur Edwards-Langschwanz-Riesenratte ist das schwarzbraune und weiche Fell der Oberseite, das zu den Seiten hin etwas heller wird. Die Art hat unterseits cremefarbenes Fell und auf den hellen Füßen befindet sich ein dunkelbrauner Strich. Typisch sind nackte, dunkelbraune Ohren mit lederartiger Struktur sowie lange Vibrissen. Der Schwanz hat eine dunkelbraune Oberseite und eine hellbraune Unterseite. Von den paarig angeordneten Zitzen der Weibchen liegen zwei auf der Brust, zwei auf dem Bauch und vier im Leistenbereich.

## Verbreitung und Lebensweise
Die Art ist in den Lang-Bian-Bergen im südlichen Vietnam verbreitet. Sie bewohnt feuchte Bergwälder, die teilweise Sekundärwälder sind.
Soweit bekannt halten sich die nachtaktiven Exemplare auf dem Grund auf. Sie fressen pflanzliche und tierische Nahrung. Zum Fortpflanzungsverhalten ist nichts bekannt.

## Gefährdung
Die IUCN listet die Millet-Langschwanz-Riesenratte als nicht gefährdet (least concern) aufgrund fehlender Bedrohungen und einer stabilen Gesamtpopulation.